# HARSO

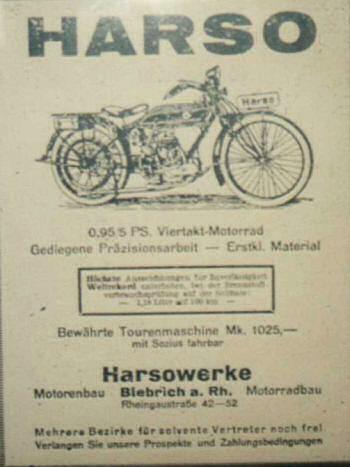

HARSO Hartmann & Sohn Fabrik war ein Unternehmen, das im Bereich Feinmechanik (Motorenbau, Motorradbau und Seitenwagen) in Biebrich am Rhein aktiv war.
Das Unternehmen nahm bereits vor 1924 neben der Fertigung von Spezial-Scheibenwischern für die Schweizer Eisenbahnen den Bau von Motorrädern und Motorradseitenwagen auf, der bis 1926 durchgeführt wurde. Das mit ungefähr 350 Stück wohl am meisten gebaute Motorrad hatte 250 cm³, es soll aber auch Motorräder mit 350 und 500 cm³ gegeben haben. Die technischen Daten waren folgende: Motor 250 cm³, 2,5–5-PS-Viertakt-Motor aus eigener Herstellung, Rahmen ebenfalls aus eigener Herstellung, Getriebe englischer Herkunft (Sturmey-Archer), 3-Gang-Stockschaltung, Vergaser ebenfalls englisch (Brown-Barlow), Bremse vorne mit Lamellen (Komet), Bremse hinten als Holzklotzbremse mit Leder.